# Sevim Kaya-Karadağ

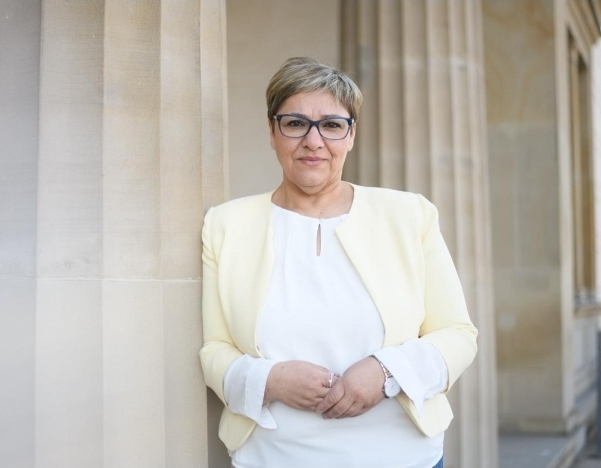
Sevim Kaya-Karadağ (2025)

Sevim Kaya-Karadağ (* 25. September 1972 in der Türkei) ist eine deutsche Politikerin (SPD). Seit 2022 ist sie Abgeordnete im Landtag des Saarlandes.

## Leben
Kaya-Karadağ wurde in der Türkei geboren und kam mit sechs Monaten nach Deutschland. Sie wuchs in Homburg-Einöd auf, wo sie auch die Grundschule besuchte. Ihr Abitur legte sie am Hofenfels-Gymnasium in Zweibrücken ab. Anschließend studierte sie Rechtswissenschaft an der Universität des Saarlandes in Saarbrücken. Sie legte 2004 das erste und 2007 das zweite Staatsexamen ab. Bis zu ihrem Einzug in den Landtag arbeitete sie als Anwältin für Sozialrecht und Familienrecht in Saarbrücken. Sie ist zudem allgemein vereidigte Dolmetscherin und Übersetzerin für die türkische Sprache.
Sie ist verheiratet und hat eine Tochter.

## Politik
Kaya-Karadağ war Mitglied im Ortsrat von Einöd. Seit 2004 ist sie Mitglied des Stadtrates von Homburg und seit Februar 2021 Vorsitzende der Arbeiterwohlfahrt im Saarpfalz-Kreis. 2022 kandidierte sie bei der Landtagswahl im Saarland auf Platz zehn der SPD-Liste im Wahlkreis Neunkirchen, verfehlte jedoch zunächst den Einzug in den Landtag. Sie rückte am 18. Mai 2022, kurz nach Beginn der Legislaturperiode, für Sebastian Thul in den Landtag des Saarlandes nach.